# Miklós Bánffy (scriitor)
Miklós Bánffy, conte de Losoncz, (n. 30 decembrie 1873, Cluj – d. 5 iunie 1950, Budapesta) a fost un politician maghiar, scriitor, grafician și scenograf. Între 14 aprilie 1921 și 19 decembrie 1922 a fost ministru de externe al Ungariei, în guvernul condus de István Bethlen. A fost ultimul proprietar al Castelului de la Bonțida, membru al familiei Bánffy.